# 265e régiment d'artillerie
Le 265e régiment d'artillerie est une unité de l’armée française, formée le 1er avril 1917, à partir de trois groupes de canons de 75.

## Création et différentes dénominations
- 20 juillet 1916 : constitution de l'artillerie divisionnaire 133 (AD 133)
- 1er avril 1917 : prend le nom de 265e régiment d'artillerie

## Colonels et chefs de corps
- 20 juillet 1916 :  Lieutenant-colonel Pujos
- 1er avril 1917 : Chef d'escadron de Boissoudy
- 7 septembre 1918 : lieutenant-colonel Roux

## Historique des garnisons, campagnes et batailles

### Première Guerre mondiale
Le 265e régiment d'artillerie de campagne (265e RAC) a été constitué par 
- Les 5e et 6e groupes du 5e régiment d'artillerie de campagne
- Le 8e groupe du campagne 29e régiment d'artillerie de campagne

Le 5e groupe du 5e RAC, formé de trois batteries de six pièces de 90, le 15 décembre 1915, à Besançon, fut dirigé sur la région fortifiée de Belfort, où il participa, du 18 janvier au 10 juin 1916, à la défense du secteur nord de Cernay à Burnhaupt-le-Haut.

Le 6e groupe du 5e RAC a été formé le 3 juin 1915 avec les 50e et 52e batteries de 90 qui occupaient le secteur sud de la région fortifiée de Belfort de Dannemarie à la Suisse depuis le mois d'octobre 1914.

Le 8e groupe du 29e RAC armé en 95, à Lorient,  le 21 décembre 1914, se composait de trois batteries de quatre pièces et fut affecté à la défense du secteur sud de la même région.

#### 1916
Les actions de Seppois[Laquelle ?] et du Schonholtz, en février, et des coups de main de faible envergure, pont d'Aspach le 8 mars, Entre-Largues et Haut-Largin, le 20 juillet, ont été les faits saillants d'une période d'occupation de ces secteurs qui prend fin au 20 août 1916.
Les trois groupes ont été réunis le 20 juillet 1916, sous le commandement du lieutenant-colonel Pujos et forment l'artillerie de campagne de la 133e division. Ils échangent en juillet-août leur matériel contre des canons de 75 et participent aux manœuvres d'ensemble du camp de l'Arches, du 22 août au 15 septembre 1916. La 133e division est acheminée dans la région de Verdun, du 15 au 20 septembre. Les groupes prennent position au sud du Cabaret Rouge et sur les pentes nord du fort Saint-Michel. La zone qu'ils ont, à défendre va de Fleury au ravin des Fontaines. Les combats acharnés qui viennent de se livrer autour de Fleury et Vaux-Chapitre et du bois Fumin ont laissé au secteur une physionomie agitée. Des harcèlements très nourris, des barrages fréquents interdisent tout mouvement à l'ennemi, dont l'attitude devient peu à peu défensive, pendant qu'ils permettent aux troupes françaises l'aménagement d'un réseau de tranchées.

Des positions sont construites en vue d'une attaque à proximité des premières lignes, dans le bois de Fleury, le ravin de la Mort, le bois de l'Hôpital.

Le 24 octobre, la 133e division, placée à la droite du groupement Mangin, s'élance à l'assaut des positions ennemies de
Fleury, Vaux-Chapitre et du Nez de Souville. Les garnisons de tranchées allemandes, immobilisées par les barrages roulants de l'artillerie de campagne sont surprises et faites prisonnières. Le fort de Douaumont, le ravin de la Fausse-Côte, le village de Vaux sont brillamment enlevés en moins de deux heures.

Les batteries de campagne sont aussitôt portées sur leurs positions avancées. Ce mouvement s'effectue sur un terrain bouleversé, au prix des plus grandes difficultés.

Retirés du front le 9 novembre, les groupes de l'AD 133 (Artillerie Divisionnaire de la 133e DI) sont ramenés au nord-est de Verdun, le 25 novembre. Ils préparent
et occupent les positions avancées dans les ravins des Vignes, dé Chambouillat, de l'Hôpital et appuient le 15 décembre une nouvelle attaque du groupement Mangin, où la 133e division enlève de haute lutte le village de Bezonvaux, les ouvrages d'Hardaumont et du Muguet, capturant de nombreux prisonniers et un important matériel.

Ces deux opérations ont entraîné d'énormes consommations de munitions. Le service des pièces et l'aménagement des positions ont exigé de la part du personnel, des efforts considérables de jour et de nuit. La cavalerie des groupes est épuisée par des ravitaillements incessants sur des terrains difficiles.

#### 1917
L'AD 133 est mise au repos dans la région de Bar-le-Duc le 1er janvier 1917. 
Acheminés dans le secteur de Berzieux, au nord de Sainte-Menehould en fin février 1917, les groupes de l'AD 133 sont ensuite mis à la disposition de la 24e division d'infanterie pour les attaques locales de Maisons-de-Champagne des 8 et 15 mars. 
Retiré du front le 19 mars, le groupement de campagne est amené devant le Chemin des Dames et devient, le 1er avril, le 265e RAC, sous le commandement du chef d'escadron de Boissoudy.
Mis à la disposition de la 56e division, le 2 avril, le régiment occupe les positions de Bourg-et-Comin, Viel-Arcy, Saint-Mard.
En vue d'appuyer, le 16 avril, la marche en avant de l'infanterie, les deux groupes de la rive sud viennent, le 15 au soir, se mettre en batterie au sud de la crête de Moussy. Le 3e groupe devait se porter en avant à l'heure H et suivre la progression de l'infanterie.

Le 10 avril, le 3e groupe, arrêté dans la région de Moussy, a été mis en batterie par une initiative heureuse, à côté des 1er et 2e groupes. Le 265e RAC tout entier, installé sur des positions précaires, à peine défilées, soumis à un bombardement violent qui lui a causé de lourdes pertes, a contribué brillamment par des tirs ininterrompus, à l'appui de l'infanterie. 
Les 17 et 18 avril, il a exécuté des tirs précis sur des ouvrages ennemis qui ont facilité la reprise du mouvement en avant de l'infanterie et il a pris sous un feu, dont l'efficacité a été contrôlée, des colonnes d'artillerie qui se repliaient.
Les batteries du 265e RAC sont passées sous les ordres de la 12e division le 20 avril 1917. Elles ont pris part à la préparation et à l'exécution de l'attaque du 5 mai sur la crête du Chemin-des-Dames (position Siegfried). Elles avaient pour mission d'appuyer le 67e régiment d'infanterie, dont la tâche était particulièrement difficile. Grâce aux destructions réalisées et à la perfection des tirs d'accompagnement du 265e RAC, il réussit à atteindre d'un bond le plateau au nord de Froidmont, presque sans pertes. Il put se maintenir sur le terrain conquis malgré les contre-attaques les plus violentes.
Transporté dans la région de Dunkerque, le 15 mai 1917, le 265e RAC prête son 2e groupe à la 29e division pour la
défense du secteur de Nieuport et laisse ses autres éléments au repos jusqu'au 1er juillet, date à laquelle il prend position à la
gauche de la 1re armée, dans la région de Reninghe-Noordschote (au nord d'Ypres) pour les attaques anglaises des Flandres.
Cette série d'attaques à objectifs limités prend surtout la physionomie d'une lutte d'artillerie. Le réseau compliqué des positions ennemies est puissamment défendu par des lignes de fortins bétonnés que l'artillerie lourde bouleverse et détruit. L'artillerie de campagne harcèle, sans arrêt, les cheminements de l'ennemi, qui a échelonné son système de défense sur une grande profondeur. Par une destruction minutieuse des défenses accessoires, elle prépare, le 15 juillet, des passages aux troupes d'assaut qui s'avancent sur un terrain rendu intenable à l'ennemi.
Mais celui-ci dispose d'une contre-batterie fortement organisée. En outre, ses observatoires de la crête de Klerken dominent de 40 mètres la plaine de l'Yser. Les 42e, 44e, 46e batteries, sur leurs positions de Mohlenhock, la 48e sur ses positions de la rive droite du Mardjewaart et de la ferme de Ravelaere, la 45e sur sa position du moulin de Lizerne subissent des tirs de destruction par obus de gros calibre. En dépit des pertes occasionnées par ces tirs et par des bombardements à obus toxiques, toutes les batteries du 265e RAC remplissent leur mission aux jours d'attaque et ne cessent d'apporter un appui vigilant à nos troupes, en lutte contre un ennemi très mordant.

Elles appuient le 1er corps le 31 juillet, aidant au passage de l'Yser et à l'attaque de Bixschoote, prêtent leur concours au bataillon de fusiliers marins pour le nettoyage de la presqu'île de Poesèle le 16 août. Échelonnées sur de nouvelles positions, en bordure de l'Yser, de la Maison du Passeur à Steenstraat, elles favorisent à nouveau la progression du 1er corps en direction du Draïbank et des lisières de la forêt d'Houthulst, le 9 octobre, puis les attaques de la 133e division, sur Merckem, les 26 et 27 octobre.

Poussées sur la rive droite de l'Yser, en fin d'octobre, les batteries du 265e RAC sont relevées par l'artillerie belge, et occupent le secteur de Nieuport, du 20 novembre 1917 au 13 février 1918.

#### 1918
Le 21 mars 1918, l'ennemi attaque le front anglais au sud de Saint-Quentin. Embarquée les 25 et 26 mars, dans la région de Dunkerque - Bourbourg, la 133e division est engagée dans la Somme, à l'est de Moreuil. Le 265e RAC entre en ligne dans la nuit du 27 au 28 mars, sur le front Beaucourt-en-Santerre, Le Plessier-Rozainvillers, La Neuville-Sire-Bernard.

La 133e division a pour mission de s'opposer, sur un front de plus de dix kilomètres, à la progression de l'ennemi. Le 28 mars, vers 15 heures, la pression d'un ennemi très supérieur en nombre, oblige notre infanterie à se replier sur la ligne Caix, Le Quesnel, Hangest-en-Santerre, Le Plessier-Rozainvillers. Vers 18 heures, un nouveau front Beaucourt-en-Santerre, Fresnoy-en-Chaussée, Le Plessier-Rozainvillers est, à son tour, abandonné. Les groupes suivent ces mouvements de recul par échelons, amenant les avant-trains à petite distance de l'ennemi dont ils s'efforcent d'atteindre les points sensibles, par des concentrations de feux rapides. Le 2e groupe exécute ce repli à 500 mètres, des mitrailleuses ennemies, qui lui infligent des pertes sensibles.

Le 29 mars, les positions de l'artillerie se développent de la cote 104 (nord-est de Moreuil) aux lisières est des bois de Moreuil et à Sauvillers. Une première attaque débouchant du Plessier, vers 10 heures, est arrêtée par des feux déclenchés en temps opportun sur les cheminements de l'ennemi et sur les emplacements de ses réserves. Vers 15 heures, l'ennemi attaque sur tout le front. Il atteint Villers-aux-Erables et progresse vers Moreuil. Le 1er groupe vide ses coffres sur les lignes ennemies et se retire sur la rive gauche de l'Avre, aux environs de Morisel, où il épuise un dépôt de munitions en tirant à vue sur les vagues allemandes qui tentent de descendre vers la ville. Le 3e groupe, fortement éprouvé dans l'après-midi, par le feu ennemi, se maintient sur la rive droite et continue à protéger l'infanterie jusqu'à la nuit. Il soutient, le 30 mars au matin, une contre-attaque menée par une
poignée d'hommes du 401e régiment d'infanterie, qui fait des prisonniers à la cote 104, tandis que l'intervention brillante d'une brigade de cavalerie canadienne maintient momentanément l'assaillant aux lisières est des bois de Moreuil.

Le 31 mars, toute l'artillerie est réunie sur la rive gauche de l'Avre de Castel à Hailles.

Le 3 avril, le 265e RAC appuie la 2e division de cavalerie à pied, qui a pris le secteur de la 133e division. Le 4 avril, une puissante attaque se d'éclanche de Moreuil à Montdidier et progresse jusqu'à la ferme Anchin et au bois Sénécat. Pendant que le 1er groupe quitte ses emplacements, les 2e et 3e groupes, en position à Hailles, quittent leur zone normale d'action pour intervenir efficacement sur la ferme Anchin, malgré les pertes très lourdes que leur a occasionnées la préparation ennemie.

La prise de Castel, vers 15 heures, les oblige à se replier à leur tour à la cote 83, est de Dommartin. Le 5 avril, les trois groupes appuient une contre-attaque de la 2e DCP qui reprend une partie du bois Sénécat. Désormais, la situation se stabilise.

La prise de Bailleul par les Allemands et leurs préparatifs d'attaque contre la région des Monts provoquent le glissement vers le Nord des troupes françaises et des batteries du 265e RAC. Le 20 avril, elles s'établissent du Mont-Rouge au Mont-des-Cats, puis sont resserrées le 24 autour de Berthen. Les attaques du 25 avril sur le mont Kemmel, du 29 sur Locre-Dranoutre, prolongent leur préparation sur le secteur de la 133e division, face à Bailleul. Les batteries subissent de violents bombardements à obus toxiques et des tirs de destruction. Les pertes s'accumulent. Le déficit du régiment en hommes atteint 350 et 550 chevaux ont été tués ou blessés depuis cinq semaines.

Malgré des moyens très réduits, les batteries, grâce au zèle et à la volonté de leur personnel, remplissent leur mission : consommation de munitions en harcèlement maintenue à 300 coups par pièce et par jour; approvisionnement des positions porté à 900 coups par pièce.
Le 14 mai, la division est embarquée dans la région de Saint-Omer et mise au repos aux environs de Montbéliard et de Belfort.
L'attaque allemande du 27 mai sur le Chemin des Dames interrompt le repos de la 133e division et le 265e RAC est transporté dans la région de Coulommiers pour être dirigé aux environs de la Ferté-sous-Jouarre.

La progression ennemie est déjà contenue et les batteries coopèrent à l'organisation des positions de deuxième ligne au nord de la Marne.
L'attaque allemande sur Compiègne se déclenche le 9 juin 1918. Mises en route le 10 juin, par Meaux et Senlis, les batteries sont en position le 12, au matin, dans la région de Tricot, Menevillers, après une marche de 110 kilomètres. La contre attaque du groupement Mangin sur Méry déconcerte le plan de l'ennemi, qui est contraint de s'arrêter. 
L'organisation défensive du secteur est poursuivie minutieusement; l'artillerie, ramenée en arrière de la ligne principale de résistance se prépare des positions éventuelles de repli.

Cependant, le régiment appuie avec succès plusieurs coups de main, tant dans le secteur de la 169e division, à gauche, que
dans celui de la 133e division.
Après des reconnaissances rapides de positions offensives, le 265e RAC, renforcé par l'artillerie de la division marocaine, est poussé en première ligne le 8 août et appuie, le 9 août, l'attaque de la 133e division, sur Le Frestoy-Vaux et le Tronquoy. Les objectifs sont tous atteints dans les délais fixés par l'horaire. De nombreux prisonniers restent entre nos mains et, le 10 août, l'ennemi est poursuivi jusqu'aux anciennes lignes de tranchées de 1914. L'infanterie soutient de rudes combats pour déloger l'ennemi des anciennes positions françaises auxquelles il s'est accroché. L'artillerie, en position à Bus et Tilloloy, coopère, du 16 au 25 août, à ces attaques qui progressent pied à pied dans le saillant de Beuvraignes, en dépit de la résistance acharnée des Allemands. Ceux-ci commencent à se replier vers la ligne Hindenburg et le 265e RAC est acheminé à l'est de Rosières-en-Santerre, où il est mis à la disposition des 34e et 35e divisions qui, sous la protection de ses feux, passent la Somme à Voyennes, le 6 septembre.
Le 7 septembre, le lieutenant-colonel Roux prend le commandement du 265e RAC.
Dirigé sur les avancées de Saint-Quentin, le 16 septembre, le régiment appuie, de ses positions de Happencourt, Fluquières, les attaques sur les bois de Savy et Margerin. La réduction du saillant de Saint-Quentin est aussitôt entreprise. Poussée en avant de Roupy, l'artillerie de campagne taille des brèches dans le formidable réseau des défenses ennemies. L'Epine de Dallon est enlevée le 24 septembre, la cote 127 est prise à son tour le 25 septembre, la possession de ces points importants est maintenue malgré les contre-attaques furieuses de l'ennemi. Des combats corps à corps se poursuivent jusqu'au 30 septembre. Les 401e et 321e régiments d'infanterie pénètrent dans Saint-Quentin le 1er octobre.

Aussitôt les ponts établis sur la Somme, les batteries sont portées sur la rive droite et s'établissent en batterie face à la ligne Hindenburg, à l'est de Grugies, la préparation recommence sur les organisations de Harly. Des actions de détail se prolongent jusqu'au 9 octobre, date à laquelle l'ennemi, débordé par la progression anglaise au nord de Saint-Quentin, effectue un nouveau repli jusqu'au canal de la Sambre à l'Oise.
Momentanément retiré du front et mis au repos au sud de Montdidier, le 265e RAC est ramené à l'est de Saint-Quentin le 27 octobre. Mis à la disposition de la 64e division, il coopère, le 4 novembre, à l'attaque sur Lesquielles-Saint-Germain, situé au nord
de Guise, dont le succès coïncidant avec les victoires sur la Meuse et en Belgique, entraîne la retraite générale des armées ennemies.
La poursuite, qui s'effectue par Iron, Lavaqueresse, Leschelles, La Flamengrie, Rocquigny, est à peine entravée par un essai de résistance à l'est de la Capelle. Malgré les destructions échelonnées sur les routes, aux carrefours et aux passages de cours d'eau, l'artillerie de campagne réussit à maintenir appui à l'infanterie son en détachant des batteries d'avant-garde et des pièces isolées qui restent avec elle en liaison étroite.

La frontière belge est atteinte par Ohain, le matin du 10 novembre et l'armistice trouve les batteries du 265e RAC secondant la progression de l'infanterie au delà de Chimay.

## Étendard
Il porte, cousues en lettres d'or dans ses plis, les inscriptions suivantes :
- Verdun 1916
- L'Aisne 1917
- Picardie 1918

## Citations obtenues durant la Première Guerre mondiale
- 1er janvier 1917 : le régiment est cité à l'ordre de l'armée
- Février 1917 : Le 3e groupe, les 42e et 43e batteries sont citées à l'Ordre de la 24e division d'infanterie
- 21 mai 1918 : le régiment est cité à l'ordre de l'armée